# Wilhelm Haag (Fußballspieler, 1944)
Wilhelm „Willi“ Haag (* 6. August 1944 in Sohren) ist ein ehemaliger deutscher Fußballspieler. Von 1967 bis 1974 absolvierte er in der damals zweitklassigen Fußball-Regionalliga West für die Vereine Bayer 04 Leverkusen, Preußen Münster und Alemannia Aachen insgesamt 220 Ligaspiele und erzielte dabei als Verteidiger neun Tore.

## Laufbahn
Bei den Blau-Weiß-Schwarzen von Eintracht Trier begann die fußballerische Karriere von Willi Haag. Im ersten Jahr der Fußball-Regionalliga Südwest, 1963/64, debütierte das junge Defensivtalent unter Trainer Janos Gerdov in der Moselstadt im damaligen regionalen Unterbau der Fußball-Bundesliga. In seinem zweiten Regionalligajahr, 1964/65, erspielte er sich mit seinen Mannschaftskollegen Josef Hehl, Lothar Kleim, Dieter Brozulat und Erich Hermesdorf den dritten Rang in der Südwestliga. Sein letztes Regionalligaspiel für Trier bestritt Haag am 14. Mai 1967 beim 2:2-Remis als rechter Verteidiger bei Wormatia Worms. Er unterschrieb zur Runde 1967/68 einen Vertrag bei Bayer 04 Leverkusen in der Fußball-Regionalliga West.
Gleich in seiner ersten Runde in Leverkusen gewann die Bayer-Elf unter Trainer Theo Kirchberg und mit Ex-Nationalstopper Leo Wilden die Meisterschaft im Westen und zog damit in die Bundesligaaufstiegsrunde ein. Dort erreichten Haag und Kollegen hinter dem Aufsteiger Kickers Offenbach den zweiten Platz. Auf dem Bieberer Berg verlor Leverkusen am 9. Juni 1968 das Spitzenspiel gegen den OFC durch einen Treffer von Linksaußen Gerd Becker in der 90. Spielminute mit 1:2. In drei Runden kam Haag auf 91 Ligaspiele und erzielte zwei Tore. Von 1970 bis 1972 spielte er beim Ligakonkurrenten Preußen Münster. Durch Krankheit bedingt erlebte Haag 1970/71 in Münster die Ablösung von Trainer Richard Schneider durch Ex-Nationalspieler Aki Schmidt und am Rundenende einen neunten Rang mit den Adlerträgern. Im zweiten Jahr, 1971/72, reichte es für die Domstädter sogar nur zum 11. Platz. In den zwei Runden hatte Haag für Münster 66 Regionalligaspiele absolviert und dabei vier Tore erzielt. Im Olympia-Sommer 1972 wanderte er zu Alemannia Aachen weiter.
Mit den Schwarz-Gelben vom Tivoli-Stadion gelang dem Abwehrspieler unter Trainer Barthel Thomas 1972/73 eine 26:8-Heimbilanz und damit erreichten die „Kartoffelkäfer“ den sechsten Rang. Im letzten Jahr der alten zweitklassigen Regionalliga, 1973/74, gelang Aachen mit dem kein Spiel fehlenden Verteidiger zwar keine Verbesserung, aber die Nominierung für die neue 2. Fußball-Bundesliga ab der Saison 1974/75 wurde erreicht. In den zwei Runden hatte Haag für Aachen 63 Ligaspiele bestritten und drei Tore erzielt. Im ersten Jahr der 2. Bundesliga, 1974/75, benötigten die Schwarz-Gelben drei Trainer. Die Runde eröffnete Michael Pfeiffer, er wurde interimsmäßig durch Gerhard Prokop ersetzt, ehe dann mit Horst Witzler die Runde beendet wurde. Haag bestritt in der 2. Bundesliga 21 Spiele und die Alemannia belegte den 15. Platz. Sein letztes Ligaspiel absolvierte der spätere Lehrer am Aachener Couven-Gymnasium am 23. März 1975 beim 2:2-Heimremis gegen den VfL Osnabrück.
Er blieb der Alemannia nach seiner aktiven Spielerlaufbahn noch über Jahre als Co-Trainer (bis 1986), Amateurtrainer, Jugendtrainer, sowie auch im Mai und Juni 1978 als Interimstrainer in der 2. Bundesliga verbunden.